# Nodi di Čebyšëv
In matematica i nodi di Čebyšëv, nodi di Čebyšëv-Gauss-Lobatto, o radici di Čebyšëv, sono le radici dei polinomi di Čebyšëv. Per ogni {\displaystyle n} intero naturale il polinomio {\displaystyle n}-esimo possiede {\displaystyle n} radici semplici interne all'intervallo {\displaystyle [-1,1]}. Una tale {\displaystyle n}-upla costituisce una buona scelta per una interpolazione su {\displaystyle n} punti nel suddetto intervallo, in quanto consente una maggiorazione a priori dell'errore di interpolazione.
Ad esempio, tale scelta di nodi, consente di minimizzare la costante di Lebesgue associata all'interpolazione polinomiale secondo Lagrange, evitando, quindi, fenomeni dovuti all'instabilità di tale metodo, come, ad esempio, il noto fenomeno di Runge.
I nodi di  Čebyšëv del polinomio {\displaystyle n}-esimo sono dati da 
{\displaystyle x_{i}:=\cos \left({\frac {2i-1}{2n}}\pi \right),{\text{ dove }}1\leq i\leq n.}
Dimostrazione
Sia {\displaystyle T_{n}} il polinomio di Čebyšëv {\displaystyle n}-esimo:
{\displaystyle T_{n}(x)=\cos(n\arccos(x)).}
La funzione coseno ha radici periodiche
{\displaystyle r_{i}=(2i-1){\frac {\pi }{2}},}
per ogni intero {\displaystyle i}, che dà
{\displaystyle T_{n}(x_{i})=\cos(n\arccos(x_{i}))=\cos(r_{i})=0.}
Perciò le radici del polinomio di Čebyšëv {\displaystyle n}-esimo si trovano quando
{\displaystyle n\arccos(x_{i})=r_{i},}
che può essere risolto per {\displaystyle x_{i}} ottenendo
{\displaystyle x_{i}=\cos \left({\frac {2i-1}{2n}}\pi \right).}
C.V.D.
Per interpolazioni in un intervallo arbitrario {\displaystyle [a,b]}, si può effettuare la trasformazione lineare che manda {\displaystyle [-1,1]} nel suddetto intervallo e si ottengono i punti
{\displaystyle x_{i}={\frac {1}{2}}(a+b)+{\frac {1}{2}}(b-a)\cos \left({\frac {2i-1}{2n}}\pi \right).}